# Magda Vizcaíno
Magdalena Vizcaíno Montes de Oca, conocida como Magda Vizcaíno (Ciudad Guzmán, Jalisco, 14 de enero de 1928), fue una actriz mexicana de radionovelas, teatro, cine y televisión. Es conocida por las películas El grito, México 1968, Divinas palabras y Martha, película por la cual ganó el Ariel a Mejor Actriz

## Biografía
Nació el 14 de enero de 1928 en Ciudad Guzmán, Jalisco. Hija de Elvira Montes de Oca y José de Jesús Vizcaíno, pionero de las radionovelas mexicanas. Magda es la tercera más chica de 10 hermanos.
Graduada del Instituto Nacional de Bellas Artes y Literatura en 1956 y posteriormente del Centro Universitario de Teatro en 1965, pronto se incorpora a la Compañía de Teatro Universitario de la UNAM. En 1962 y 1964 van de gira a Europa presentando las obras Olímpica (dirigida por Héctor Azar) y Divinas Palabras  (dirigida por Juan Ibáñez) respectivamente, con las cuales triunfan en el Festival Mundial De Teatro Universitario de Nancy, Francia. 
Desde sus inicios y durante varias décadas, trabajó como actriz de radio-teatros, radionovelas y locución en distintas estaciones de radio como Radio UNAM, Radio Educación, IMER, XEW y XEQ, 
Su incursión en televisión fue en canal cinco, en un programa de cuentacuentos que se transmitía los domingos. En cine, tuvo su primera participación en el clásico El grito, México 1968, narrando los textos de Oriana Fallaci. Frente a la pantalla, apareció por primera vez en 1969 en la película de Raúl Kamffer Mictlan o la casa de los que ya no son. En los setentas trabajó en cine principalmente bajo la dirección de sus compañeros de teatro Juan Ibáñez y José Estrada. 
Falleció en la ciudad de México el 19 de marzo de 2022. 

### 1980 - 2008
Durante la década de los ochentas trabajó principalmente en teatro y radio. En 1991, por su rol de ama de llaves en la obra de teatro La ronda de las arpías, obtiene el premio de mejor actriz de reparto. En los noventas regresa a la pantalla como Doña Armida en el remake de Salón México (dirigida por José Luis García Agraz), y participa como Esmeralda en el capítulo piloto de la serie truncada Detrás del dinero, dirigida por Alejandro González Iñárritu. En 1991, por su papel de ama de llaves en la obra La ronda de las arpías, gana el premio APT a mejor actriz de reparto. Magda se retira del teatro con la obra Yerma, dirigida por Manuel Montoro y protagonizada por Blanca Guerra. En 2002 trabaja con Fernando Sariñana en la película Ciudades oscuras y en el 2004 en la película de terror Las lloronas de Lorena Villarreal. En televisión, tiene una participación recurrente con su personaje de Cata en el sitcom Fonda Susilla, de Canal Once.

### 2008 - 2022
En 2008, Magda Vizcaíno se suma a Martha, una película universitaria dirigida por Marcelino Islas Hernández, que logra estrenarse en La Semana de la Crítica del Festival de Venecia 2011. Su actuación inmediatamente llamó la atención del público y la crítica, lo que la llevó a ganar el Ariel a Mejor Actriz, otorgado por la Academia Mexicana de Artes y Ciencias Cinematográficas de México. Desde entonces, Magda Vizcaíno ha actuado en 8 proyectos fílmicos, incluidas todas las películas de Marcelino Islas Hernández. En el 2019, interpreta a una anciana lesbiana en búsqueda de justicia en Encuentro, de Iván Löwenberg, convirtiéndose así en una de las actrices de mayor edad en representar un personaje de la comunidad LGBT.

### Filmografía
| Película                                                      | Director                    | Personaje            | Año  |
| ------------------------------------------------------------- | --------------------------- | -------------------- | ---- |
| El grito, México 1968                                         | Leobardo López Arretche     | Narradora            | 1968 |
| Mictlan o la casa de los que ya no son                        | Raúl Kamffer                |                      | 1969 |
| La pasión                                                     | Alfredo Joskowicz           | Narradora            | 1969 |
| Para servir a usted                                           | José Estrada                | Mujer en quinceañera | 1971 |
| Pubertinaje (segmento Juego de espejos)                       | José Antonio Alcaraz        |                      | 1971 |
| Historias de una familia                                      | Mario Aguiñaga              |                      | 1975 |
| José                                                          | Raúl Busteros               |                      | 1976 |
| Maten al león                                                 | José Estrada                | Viuda de Pantoja     | 1977 |
| Divinas palabras                                              | Juan Ibáñez                 | Juana la Reina       | 1978 |
| Los indolentes                                                | José Estrada                | Dueña de tienda      | 1979 |
| A fuego lento                                                 | Juan Ibáñez                 |                      | 1980 |
| Persecución infernal                                          | Paco del Toro               | Directora            | 1992 |
| Hades, vida después de la muerte                              | Paco del Toro               | Abuela               | 1993 |
| Luna de hiel                                                  | Paco del Toro               | Silvia               | 1994 |
| Detrás del dinero                                             | Alejandro González Iñárritu | Esmeralda            | 1995 |
| Salón México                                                  | José Luis García Agraz      | Doña Armida          | 1996 |
| Cupo limitado                                                 | Ulises Guzmán Reyes         |                      | 1999 |
| Ciudades oscuras                                              | Fernando Sariñana           | Clarita              | 2002 |
| Las lloronas                                                  | Lorena Villareal            | Abuela               | 2004 |
| Hay quienes matan porque quisieron amar y nadie les dijo cómo | Ileana Leyva                | Elisa                | 2005 |
| Fonda Susilla (serie tv)                                      | Patricia Arriaga Jordán     | Cata                 | 2005 |
| Sirenas de fondo                                              | Arcadi Palerm               | Doña Milita          | 2007 |
| Vecinos - (serie tv) Episodio Despedida de soltera            | Jorge Garza                 | Tía                  | 2008 |
| La mitad del mundo                                            | Jaime Ruiz Ibáñez           | Chayito              | 2009 |
| HIM: más allá de la luz                                       | Frank Darier-Baziere        | Madame Ottado        | 2010 |
| Martha                                                        | Marcelino Islas Hernández   | Martha               | 2010 |
| Online                                                        | Iván Löwenberg              | Abuela               | 2014 |
| En el último trago                                            | Jack Zagha                  | Dolores              | 2014 |
| Vida Eterna & Asociados                                       | Iván Löwenberg              | Inés                 | 2016 |
| La caridad                                                    | Marcelino Islas Hernández   | Señora Flores        | 2016 |
| Clases de historia                                            | Marcelino Islas Hernández   | Profesora            | 2018 |
| Encuentro                                                     | Iván Löwenberg              | Arcelia              | 2019 |
| Mi novia es la revolución                                     | Marcelino Islas Hernández   | Mela                 | 2020 |
| No quiero ser polvo                                           | Iván Löwenberg              | Maestra (Voz)        | 2022 |

### Premios
Ariel a Mejor Actriz por la película Martha
Premio APT a Mejor Actriz de Reparto por la obra La ronda de las arpías